# Nati nel 1767
| Questa pagina contiene informazioni ricavate automaticamente dalle voci biografiche con l'ausilio del template Bio e di un bot. L'aggiornamento è periodico e automatico e ricostruisce completamente la pagina. Se manca una persona in questa lista, sei pregato di non aggiungerla, ma accertati piuttosto che la sua voce biografica contenga il template Bio e che i dati anagrafici siano correttamente compilati. Se il template Bio manca, inseriscilo tu stesso o, in alternativa, metti l'avviso {{tmp\|Bio}} che ne segnala la mancanza. Se i dati riportati sono sbagliati, correggi direttamente la voce biografica; le modifiche saranno visibili in questa lista entro pochi giorni. Per chiarimenti vedi il progetto biografie. La lista contiene solo le 198 persone che sono citate nell'enciclopedia e per le quali è stato implementato correttamente il template Bio. Pagina aggiornata al 18 ago 2025. |

## Gennaio(18)
- 1º gennaio - Maria Edgeworth, scrittrice britannica († 1849)
- 3 gennaio - Vincenzo Lancetti, scrittore italiano († 1851)
- 5 gennaio - Anne-Louis Girodet de Roussy-Trioson, pittore, illustratore e incisore francese († 1824)
- 5 gennaio - Jean-Baptiste Say, economista francese († 1832)
- 6 gennaio - Pierre André Grobon, generale francese († 1815)
- 6 gennaio - Éléonore Jean Nicolas Soleil, militare francese († 1824)
- 7 gennaio - Jean-Pierre Travot, generale francese († 1836)
- 10 gennaio - Johann Ludwig Alexander von Laudon, generale russo († 1822)
- 12 gennaio - Pierre Daru, politico, militare e scrittore francese († 1829)
- 14 gennaio - Maria Teresa Giuseppa d'Asburgo-Lorena, nobildonna († 1827)
- 16 gennaio - Anders Gustaf Ekeberg, chimico svedese († 1813)
- 21 gennaio - François-Léonor de Tournély, presbitero francese († 1797)
- 23 gennaio - Jean-Lambert Tallien, politico, rivoluzionario e militare francese († 1820)
- 24 gennaio - Anthony Christiaan Winand Staring, poeta olandese († 1840)
- 28 gennaio - Giulio Ferrario, presbitero, storico e scrittore italiano († 1847)
- 30 gennaio - Ulrich Jasper Seetzen, esploratore tedesco († 1811)
- 31 gennaio - Francesco Basili, compositore italiano († 1850)
- 31 gennaio - Jean-Joseph Delplancq, vescovo cattolico belga († 1834)

## Febbraio(11)
- 2 febbraio - Johann Heinrich Friedrich Link, biologo, botanico e naturalista tedesco († 1851)
- 4 febbraio - Pierre Trénitz, danzatore e coreografo francese († 1825)
- 7 febbraio - Antonio Bolognini Amorini, scrittore e storico italiano († 1845)
- 10 febbraio - Amalie Beer, tedesca († 1854)
- 13 febbraio - Pierre-Marie-Auguste Picot de Peccaduc, nobile e militare francese († 1834)
- 17 febbraio - Antonio Busca, militare italiano († 1834)
- 17 febbraio - Friedrich Gottlieb Süskind, teologo tedesco († 1829)
- 24 febbraio - Buddha Loetla Nabhalai, siamese († 1824)
- 24 febbraio - José Matías Delgado, politico e presbitero salvadoregno († 1832)
- 24 febbraio - José Matías Quintana, scrittore e politico messicano († 1841)
- 27 febbraio - Jacques-Charles Dupont de l'Eure, politico francese († 1855)

## Marzo(15)
- 2 marzo - Giacomo Mazzini, medico e politico italiano († 1848)
- 2 marzo - Tommaso Ronna, vescovo cattolico italiano († 1828)
- 3 marzo - Matthew Talbot, politico statunitense († 1827)
- 4 marzo - Francisco Javier de Elío, generale spagnolo († 1822)
- 6 marzo - Charles Jean Marie Barbaroux, politico e rivoluzionario francese († 1794)
- 8 marzo - Giuseppe Maria Velzi, cardinale e vescovo cattolico italiano († 1836)
- 11 marzo - Enrichetta Carlotta di Württemberg, principessa († 1817)
- 15 marzo - Andrew Jackson, politico statunitense († 1845)
- 17 marzo - Luigi Capotorti, compositore e violinista italiano († 1842)
- 20 marzo - Jean-Victor Bertin, pittore francese († 1842)
- 22 marzo - Robert Grosvenor, I marchese di Westminster, nobile e politico inglese († 1845)
- 23 marzo - Alexandre Courson de la Villevalio, generale e nobile francese († 1847)
- 25 marzo - Gioacchino Murat, generale francese († 1815)
- 27 marzo - Charles Didelot, ballerino e coreografo francese († 1837)
- 28 marzo - Motoki Shōzaemon, linguista e traduttore giapponese († 1822)

## Aprile(22)
- 1º aprile - Ali Bey al-Abbasi, esploratore spagnolo († 1818)
- 1º aprile - William Eliot, II conte di St. Germans, diplomatico e politico inglese († 1845)
- 1º aprile - Antoine Le Picard de Phélippeaux, nobile e militare francese († 1799)
- 2 aprile - Francesco Ferrara, presbitero e scienziato italiano († 1850)
- 4 aprile - Constance-Marie Charpentier, pittrice francese († 1849)
- 6 aprile - Alexandre Duval, drammaturgo francese († 1842)
- 7 aprile - Giovanni Francesco Falzacappa, cardinale e arcivescovo cattolico italiano († 1840)
- 9 aprile - Salvatore Ferro Berardi, vescovo cattolico italiano († 1819)
- 10 aprile - William Alexander, pittore e illustratore inglese († 1816)
- 11 aprile - Gaspare Capone, giurista italiano († 1849)
- 11 aprile - Jean-Baptiste Isabey, incisore e pittore francese († 1855)
- 14 aprile - Pierre Bernand Barrau, economista francese († 1843)
- 18 aprile - Franz Joseph von Dietrichstein, generale austriaco († 1854)
- 19 aprile - Adrian Hardy Haworth, entomologo e botanico inglese († 1833)
- 21 aprile - Étienne-Denis Pasquier, politico francese († 1862)
- 21 aprile - Elisabetta Guglielmina di Württemberg, nobile († 1790)
- 24 aprile - Jacques-Laurent Agasse, pittore svizzero († 1849)
- 25 aprile - Nicolas Charles Oudinot, generale francese († 1847)
- 27 aprile - Andreas Jakob Romberg, violinista e compositore tedesco († 1821)
- 29 aprile - Luigi I Boncompagni Ludovisi, italiano († 1841)
- 29 aprile - Carl Philipp von Wrede, generale tedesco († 1838)
- 29 aprile - Jean-François Cordellier, generale francese († 1845)

## Maggio(12)
- 2 maggio - Jean Antoine Verdier, generale francese († 1839)
- 5 maggio - Jacques-Antoine de Révérony Saint-Cyr, militare, scrittore e librettista francese († 1829)
- 7 maggio - Federica Carlotta Ulrica di Prussia, principessa tedesca († 1820)
- 12 maggio - Manuel Godoy, nobile e politico spagnolo († 1851)
- 13 maggio - Giovanni VI del Portogallo, re portoghese († 1826)
- 15 maggio - Gabriel Peignot, bibliografo francese († 1849)
- 18 maggio - Charles Barbier de la Serre, militare francese († 1841)
- 22 maggio - Jean-François Joseph Debelle, generale francese († 1802)
- 23 maggio - John Sebright, VII baronetto, politico inglese († 1846)
- 24 maggio - Joseph Ignaz Schnabel, compositore tedesco († 1831)
- 29 maggio - Philippe Lebon, inventore francese († 1804)
- 31 maggio - Edward Pease, imprenditore inglese († 1858)

## Giugno(12)
- 1º giugno - Benjamin Höijer, filosofo svedese († 1812)
- 2 giugno - Gaetano Trigona e Parisi, cardinale e arcivescovo cattolico italiano († 1837)
- 12 giugno - Alessio Federico Cristiano di Anhalt-Bernburg, principe tedesco († 1834)
- 13 giugno - Josef Speckbacher, militare austriaco († 1820)
- 15 giugno - Rachel Jackson, first lady statunitense († 1828)
- 17 giugno - Peter Friedrich Röding, naturalista tedesco († 1846)
- 19 giugno - Joseph-François Michaud, storico francese († 1839)
- 22 giugno - Wilhelm von Humboldt, linguista, diplomatico e filosofo tedesco († 1835)
- 26 giugno - Kathinka Kainz, contralto, pianista e compositrice tedesca († 1836)
- 27 giugno - Alexis Bouvard, astronomo francese († 1843)
- 27 giugno - Pavel Vasil'evič Čičagov, generale e ammiraglio russo († 1849)
- 28 giugno - Giovanni Battista Gigola, pittore e miniaturista italiano († 1841)

## Luglio(11)
- 2 luglio - Stephen Allen, politico statunitense († 1852)
- 3 luglio - Jean Joseph Dessolles, generale e politico francese († 1828)
- 4 luglio - John Adams, marinaio britannico († 1829)
- 4 luglio - Kyokutei Bakin, scrittore giapponese († 1848)
- 4 luglio - Pietro Senn, imprenditore francese († 1838)
- 11 luglio - John Quincy Adams, politico statunitense († 1848)
- 13 luglio - Pierre François Joseph Durutte, generale francese († 1827)
- 13 luglio - Friedrich Adolf Krummacher, teologo tedesco († 1845)
- 19 luglio - Gideon Granger, politico statunitense († 1822)
- 21 luglio - Philibert Fressinet, generale francese († 1821)
- 28 luglio - Domenico Bossi, pittore e miniaturista italiano († 1853)

## Agosto(10)
- 4 agosto - Traiano Domenico Roero, nobile italiano († 1837)
- 9 agosto - Luigi Federico II di Schwarzburg-Rudolstadt, principe († 1807)
- 15 agosto - Peter Mayr, patriota († 1810)
- 15 agosto - Francesco Ottaviano Renucci, scrittore, medico e presbitero francese († 1842)
- 21 agosto - Giuseppe Venceslao del Liechtenstein, presbitero e generale austriaco († 1842)
- 22 agosto - Jean Joseph Amable Humbert, generale francese († 1823)
- 25 agosto - Louis Antoine de Saint-Just, politico, rivoluzionario e giornalista francese († 1794)
- 26 agosto - Alexandre-François de La Rochefoucauld, nobile, diplomatico e politico francese († 1841)
- 31 agosto - Henry Joy McCracken, imprenditore irlandese († 1798)
- 31 agosto - Antonio Pitaro, medico e scienziato italiano († 1832)

## Settembre(8)
- 4 settembre - Ferenc József di Koháry, politico e nobile ungherese († 1826)
- 5 settembre - Ferdinando Ferri, politico italiano († 1857)
- 7 settembre - Carlo Ferrarini, militare e patriota italiano († 1830)
- 8 settembre - Marie-Nicole Dumont, pittrice francese († 1846)
- 8 settembre - August Wilhelm von Schlegel, scrittore, traduttore e critico letterario tedesco († 1845)
- 17 settembre - Henri-Montan Berton, compositore e scrittore francese († 1844)
- 22 settembre - José Maurício Nunes Garcia, compositore e presbitero brasiliano († 1830)
- 25 settembre - John Stuart, Lord Mount Stuart, politico britannico († 1794)

## Ottobre(17)
- 3 ottobre - Alexander Hamilton, X duca di Hamilton, nobile, politico e collezionista d'arte scozzese († 1852)
- 6 ottobre - Henri Christophe, militare e politico haitiano († 1820)
- 10 ottobre - George Grey, I baronetto di Fallodon, militare britannico († 1828)
- 14 ottobre - Nicolas-Théodore de Saussure, biologo svizzero († 1845)
- 16 ottobre - Scipione Sacchetti, IV marchese di Castelromano, nobile italiano († 1840)
- 17 ottobre - Ivan Ivanovič Barjatinskij, diplomatico russo († 1825)
- 18 ottobre - Luigi Scalabrini, vescovo cattolico italiano († 1842)
- 19 ottobre - Henri-François Riesener, pittore francese († 1828)
- 20 ottobre - Simon Canuel, generale francese († 1840)
- 21 ottobre - Edmund Boyle, VIII conte di Cork, ufficiale irlandese († 1856)
- 21 ottobre - Giovanni Jatta, magistrato e archeologo italiano († 1844)
- 21 ottobre - Giovanni Battista Zandonella dell'Aquila, teologo e storico italiano († 1836)
- 24 ottobre - Jacques Laffitte, politico e banchiere francese († 1844)
- 25 ottobre - Benjamin Constant, scrittore e politico francese († 1830)
- 25 ottobre - Carlotta di Rohan-Rochefort, francese († 1841)
- 28 ottobre - Maria Sofia Federica d'Assia-Kassel, regina († 1852)
- 31 ottobre - María Isidra de Guzmán y de la Cerda, filosofa e traduttrice spagnola († 1803)

## Novembre(16)
- 2 novembre - Vittorio II di Anhalt-Bernburg-Schaumburg-Hoym, principe tedesco († 1812)
- 2 novembre - Edoardo Augusto di Hannover, nobile britannico († 1820)
- 4 novembre - Manuel Freire de Andrade, generale spagnolo († 1835)
- 7 novembre - Constance de Théis, poetessa francese († 1845)
- 7 novembre - Tommaso Corsini, politico italiano († 1856)
- 12 novembre - Filippo Antonio Asinari di San Marzano, generale e diplomatico italiano († 1828)
- 13 novembre - Bernhard Romberg, violoncellista e compositore tedesco († 1841)
- 15 novembre - Platon Aleksandrovič Zubov, politico russo († 1827)
- 18 novembre - Ludwig Karl Konrad Georg von Ompteda, politico tedesco († 1854)
- 20 novembre - Stefano Manca di Tiesi, nobile e generale italiano († 1838)
- 22 novembre - Andreas Hofer, condottiero e guerrigliero austriaco († 1810)
- 22 novembre - Jean Thomas Guillaume Lorge, generale francese († 1826)
- 26 novembre - Leopoldo Cicognara, nobile, storico dell'arte e bibliografo italiano († 1834)
- 29 novembre - Kenneth Howard, I conte di Effingham, nobile e militare britannico († 1845)
- 29 novembre - Pietro Vischi, italiano († 1824)
- 30 novembre - Maria Elisabetta di Thurn und Taxis, principessa tedesca († 1822)

## Dicembre(11)
- 2 dicembre - Leopoldo I di Lippe, principe († 1802)
- 6 dicembre - Gabriel Deshayes, presbitero francese († 1841)
- 8 dicembre - Antoine Fabre d'Olivet, scrittore francese († 1825)
- 8 dicembre - Antonio Miglietta, medico e fisiologo italiano († 1826)
- 9 dicembre - Jacques-François Dujarié, abate e prete francese († 1838)
- 12 dicembre - Charles Somerset, politico, militare e nobile britannico († 1831)
- 13 dicembre - August Eberhard Müller, compositore e organista tedesco († 1817)
- 17 dicembre - Vittorio Barzoni, scrittore, giornalista e politologo italiano († 1843)
- 21 dicembre - Pietro Bagnoli, poeta e librettista italiano († 1847)
- 25 dicembre - Henry Lascelles, II conte di Harewood, nobile e politico inglese († 1841)
- 29 dicembre - Ettore Carafa, militare e patriota italiano († 1799)

## Senza giorno specificato(35)
- Zaman Shah Durrani, afghano († 1845)
- Friedrich Ancillon, politico prussiano († 1837)
- Anuvong, sovrano laotiano († 1829)
- Carlo d'Aspre, generale austriaco († 1809)
- Dürrüşehvar Hanim, principessa ottomana († 1831)
- Nicola Basta, filologo e scrittore italiano († 1843)
- Giuseppe Benaglio, presbitero e educatore italiano († 1836)
- Secondo Berruti, medico e patriota italiano († 1797)
- Jean Blanchet, orologiaio svizzero († 1852)
- Francesco Antonio Boi, anatomista italiano († 1850)
- Frans Jacob Otto Boymans, collezionista d'arte olandese († 1847)
- Giuseppe de Thomasis, giurista, politico e patriota italiano († 1830)
- Giuseppe Gaetano Descalzi, ebanista italiano († 1855)
- Edward Dodwell, pittore e viaggiatore irlandese († 1832)
- Christoph Ludwig Eckhardt, militare austriaco († 1843)
- Falco Nero, nativo americano († 1838)
- Claudio Ermanno Ferrari, lessicografo italiano († 1842)
- Vincenzo Fiocchi, compositore e organista italiano († 1845)
- Frederick West, politico inglese († 1852)
- Melchiorre Gioia, economista, filosofo e politico italiano († 1829)
- Filippo Grimaldi del Poggetto, nobile italiano († 1817)
- Richard Trench, politico inglese († 1837)
- William Martin, paleontologo e naturalista inglese († 1810)
- Karol Morawski, generale lituano († 1841)
- William Ouseley, iranista e diplomatico britannico († 1842)
- John Pond, astronomo britannico († 1836)
- Bernardo Porta, compositore italiano († 1829)
- Dorothy Ripley, religiosa, missionaria e scrittrice britannica († 1831)
- Luigi Roncagli, scultore italiano
- Heinrich Adolph Schrader, botanico tedesco († 1836)
- Bashir Shihab II, libanese († 1850)
- Raiden Tameemon, lottatore di sumo giapponese († 1825)
- Dmitrij Pavlovič Tatiščev, militare, ambasciatore e politico russo († 1845)
- Cayetano Valdés y Flores, generale, ammiraglio e esploratore spagnolo († 1834)
- François-Nicolas Vincent, politico e rivoluzionario francese († 1794)